# RMS Atlantic
Az RMS Atlantic a White Star Line hajózási társaság óceánjárója volt, mely Liverpool és New York között közlekedett. 1873. április 1-én éjszaka Nova Scotia partjainál sziklának ütközött és elsüllyedt, 535 ember halálát okozva. Egészen az RMS Titanic 1912-es katasztrófájáig ez volt az egyik legsúlyosabb tengeri veszteség a hajózás történetében.

## Története

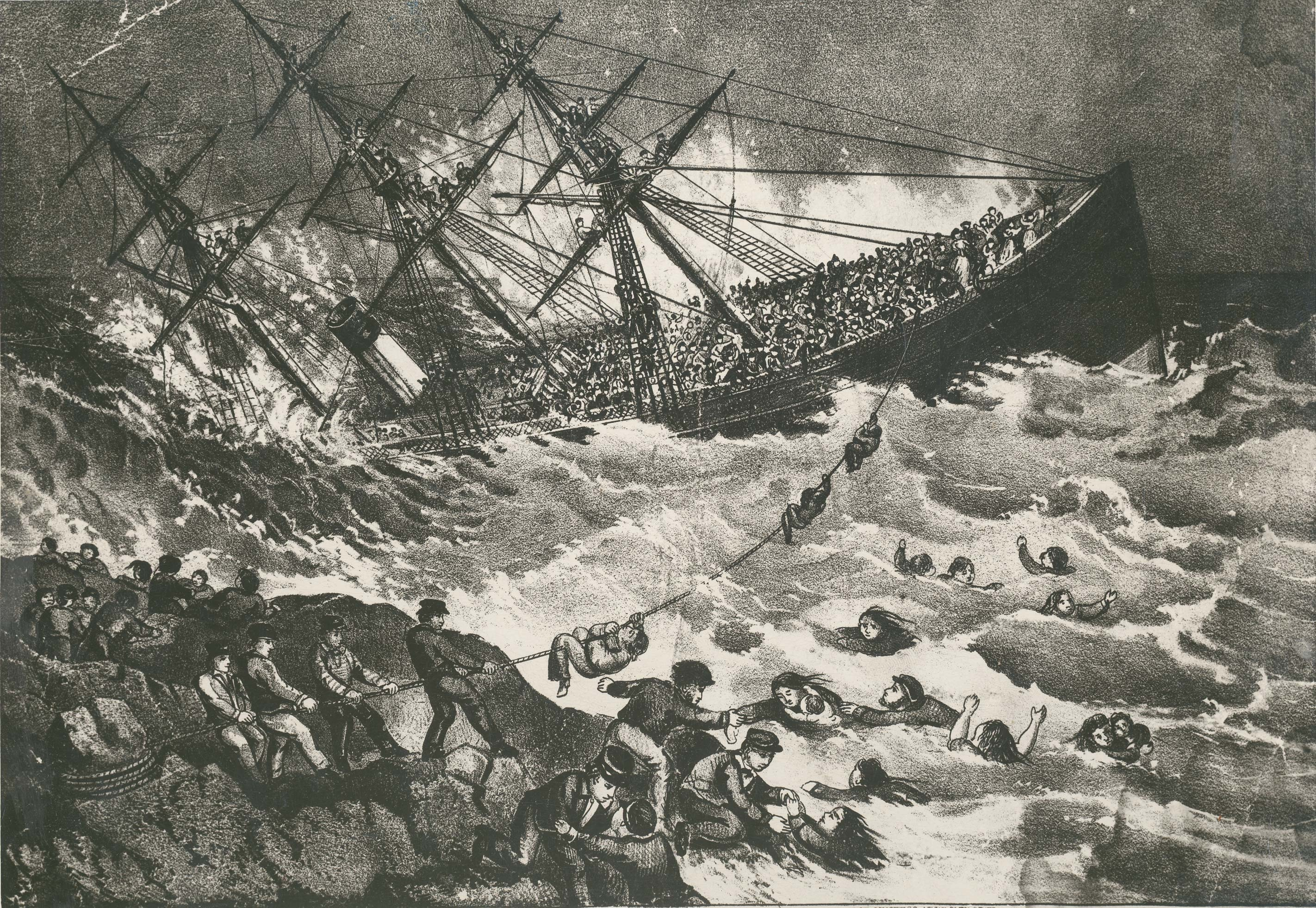
Az Atlantic süllyedése és a mentés

Az Atlanticot 1870-ben építették a belfasti Harland and Wolff hajógyárban, ahol a White Star hajói készültek. Ez volt a kor egyik leggyorsabb és legkorszerűbb óceánjárója, habár a gőzgépek mellett a hajó vitorlákkal is rendelkezett. Gőzgépe 600 lóerős (450 kW) volt. Hossza 128 méter, szélessége 12 m, legnagyobb merülése 3,35 méter volt. Maximális sebessége 14,5 csomó, (26,9 km/h) befogadóképessége 1166 fő, súlya pedig 3,707 tonna. Első útjára 1871. június 8-án indult.

## Katasztrófája
1873. március 20-án az Atlantic elindult Liverpoolból fedélzetén 952 fővel, akik közül 835 volt utas. Útközben a kapitány úgy döntött, hogy a halifaxi kikötőben újratölti a széntárolókat.
Halifax elhagyása után, március 31-én éjjel az Atlantic viharba került, és 12 csomóra (22 km/h) lassult. 1873. április 1-én helyi idő szerint 3:15-kor a hajó egy víz alatti sziklának ütközött Mars Island partjainál. 
Mind a 10 mentőcsónakot leeresztették, de mind elsüllyedtek vagy összetörtek a heves, magas hullámokban. A hajót gyorsan elöntötte a víz, és félig fel is borult. A vízbe esett emberek kénytelenek voltak úszni, de a viharban ez lehetetlen volt, a legtöbben megfulladtak. A közeli falvakban lakó halászok segítségükre siettek, és köteleket feszítettek ki, amelyeken a túlélők kimásztak a partra. 
Legalább 535 ember halt meg, így csak 371-en maradtak életben. A hajó utaslistája azt mutatja, hogy a 952 főből 156 volt nő és 189 gyermek (közülük kettő a hajóút során született). Minden nő és az összes gyermek meghalt, kivéve egy tizenkét éves fiút, John Hindley-t. A legénység tíz tagja elveszett, míg 131 életben maradt.

### Utóélete
Ez volt a White Star Line második nagy katasztrófája (az első az RMS Tayleur 1854-es pusztulása volt). Napjainkban a hajó nagy része összetörve hever 40-60 láb (12-18 m) mélyen. A roncsból megmentett műtárgyak megtekinthetők a Maritime Museum of the Atlantic múzeumban, Halifaxban. 

## Fordítás
- Ez a szócikk részben vagy egészben  a   RMS Atlantic című angol Wikipédia-szócikk fordításán alapul.  Az eredeti cikk szerkesztőit annak laptörténete sorolja fel. Ez a jelzés csupán a megfogalmazás eredetét és a szerzői jogokat jelzi, nem szolgál a cikkben szereplő információk forrásmegjelöléseként.